# Holocaust Museum Houston

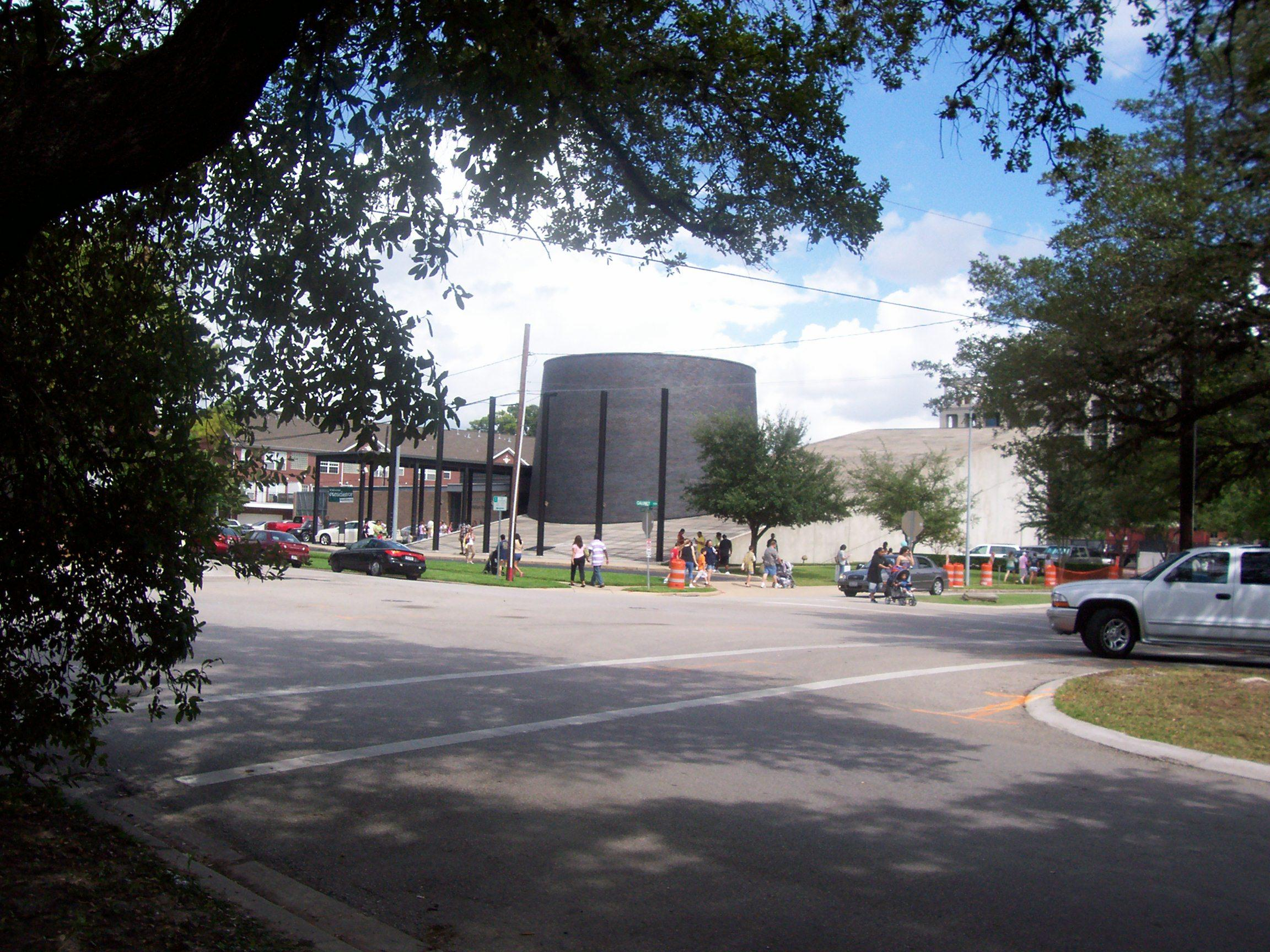
Holocaust Museum Houston

Das Holocaust Museum Houston ist eine im Jahr 1996 in Houston, Texas, eröffnete Gedenkstätte für die Opfer des Holocaust. Es ist Teil des Houston Museum District.
Das Museum ist das viertgrößte seiner Art in den Vereinigten Staaten. Seine Mission ist es, die Bevölkerung auf die Gefahren von Vorurteilen, Hass und Gewalt hinzuweisen, die mit dem Holocaust und anderen Genoziden einhergeht. 
Um zu zeigen, dass diese Gefahren auch heutzutage noch sehr relevant sind, werden inhaltlich weitere Genozide thematisiert, wie das Massaker von Srebrenica während des Bosnienkrieges und den Völkermord an den Jesiden im Irak thematisiert.

## Ausstellungen
Im Museum gibt es sowohl permanente als auch temporäre Ausstellungen. Ein wichtiger Teil der permanenten Ausstellung, welche „Bearing Witness: A community remembers“ genannt wird, sind Augenzeugenberichte von Überlebenden im Großraum Houston.
Am Beginn der Ausstellung wird dem Besucher das jüdische Leben und die jüdische Kultur in Europa vor dem Krieg nähergebracht. Authentisches Filmmaterial, Artefakte, Fotos und Dokumente zeigen NS-Propaganda und den Weg zur „Endlösung“. Ebenfalls in dieser Ausstellung zu finden sind Erinnerungen an den Widerstand vieler Menschen, wie zum Beispiel an den Aufstand im Warschauer Ghetto, Aufstände von Gefangenen und die „Operation Texas,“ ein Entgegenkommen gegenüber jüdischen Flüchtlingen vom späteren US-Präsidenten Lyndon B. Johnson. Am Ende dieser Ausstellung können Besucher sich Filme mit Augenzeugenberichten ansehen, die von Überlebenden, Befreiern und Zeitzeugen stammen, die sich im Großraum Houston ansiedelten.

## Bildungsangebote

### Online verfügbares Angebot
Anlässlich des 25-jährigen Jubiläums wurde 2021 auch das online verfügbare Angebot des Museums deutlich erweitert. Unter anderem sind dort 25 Filme online verfügbar, die sich thematisch mit dem Holocaust befassen. Die Auswahl umfasst sowohl ältere Werke, wie Nacht und Nebel (1956) Das Tagebuch der Anne Frank (1959) und Der Pfandleiher (1964), als auch vielfach prämierte Filme wie Auf Wiedersehen, Kinder (1987, Louis Malle), Schindlers Liste (1993, Steven Spielberg) und Das Leben ist schön (1997, Roberto Benigni) und neuere Werke, wie ein Dokumentarfilm über das Leben von Hannah Szenes (The Life and Death of Hannah Senesh, 2008) oder Die Bücherdiebin von 2013.

### Materialien für den Unterricht
Ein wichtiger Einsatz des Museums ist das Bildungsprogramm. Es setzt sich aus Programmen für Lehrer bzw. Schüler und einem akademischen Programm zusammen. Das Lehrerprogramm hilft Lehrern, das Thema „Holocaust“ in ihren Unterricht einzubinden. Das „Curriculum Trunks Program“ des Museums, welches in den gesamten Vereinigten Staaten verfügbar ist, stellt Lehrern multimediale Werkzeuge, wie zum Beispiel Videos, Posters, CDs, Landkarten und Materialien für schulische Aktivitäten zur Verfügung. Darüber hinaus bietet die Einrichtung im Zuge des Schülerprogramms der „Savannah Jewish Federation“ Wettbewerbe für Schüler und Schülerinnen, wie zum Beispiel den jährlichen „Yom HaShoah Art and Writing Contest“, an.

### Bibliothek und Beteiligungsmöglichkeiten
Mitglieder des Holocaust Museum Houston haben Zugang zur Boniuk Bibliothek, mit über 5.000 Büchern über den Holocaust, die post-Holocaust Ära, die jüdische Geschichte, den Zweiten Weltkrieg und andere verwandte Themen. Die Bibliothek beinhaltet auch das „HMH Archiv“ und das „HMH Oral Histories Project“. Das Archiv umfasst eine Vielzahl von Erinnerungsstücken, Dokumenten und Fotos, sowie über 250 dokumentierte Zeugnisse von Holocaust-Überlebenden und Zeitzeugen.
Das Museum bietet verschiedenste Möglichkeiten für Freiwillige. Diese können als Helfer in der Bibliothek, in den Verwaltungsstellen, an der Rezeption oder im Buchgeschäft mitarbeiten.

## Verleihung des „Lyndon Baines Johnson Moral Courage Awards“
Seit 1995 verleiht das Museum jährlich den nach dem 36. Präsidenten Lyndon B. Johnson benannten Lyndon Baines Johnson Moral Courage Award an Menschen, die mit besonderer Eigenverantwortung, Hingabe und Courage gegen Ungerechtigkeit vorgegangen sind. Zu den bisherigen Preisträgern gehören Miep Gies, Edgar Bronfman, Steven Spielberg, Colin Powell, Lloyd Bentsen, Bob Dole, das Königreich Dänemark und John McCain.